# Vereinigung Evangelischer Freikirchen
Vereinigung Evangelischer Freikirchen är en samarbetsorganisation för tyska frikyrkor.

## Medlemmar
- Anskar-Kirche
- Arbeitsgemeinschaft Mennonitischer Gemeinden
- Bund Evangelisch-Freikirchlicher Gemeinden
- Bund Freier evangelischer Gemeinden in Deutschland
- Bund Freikirchlicher Pfingstgemeinden
- Frälsningsarmén i Tyskland
- Evangelisch-methodistische Kirche
- Church of the Foursquare Gospel Tyskland
- Church of God Tyskland
- Freikirchlicher Bund der Gemeinde Gottes
- Kirche des Nazareners
- Mülheimer Verband Freikirchlich-Evangelischer Gemeinden

### Associerade
- Sjundedagsadventisterna
- Brödraförsamlingen